# Kishely
Kishely (1899-ig Mesztyiszkó, szlovákul: Mestisko) község Szlovákiában, az Eperjesi kerület Felsővízközi járásában.

## Fekvése
Felsővízköztől 5 km-re délre, az Ondava jobb partján fekszik.

## Története
1414-ben még „Wywaras” alakban említik először. 1427-ben 52 portája volt. 1618-ban már szláv nevén „Meszticzka” alakban szerepel. A makovicai uradalom része volt. 1787-ben 38 házában 312 lakos élt.
A 18. század végén Vályi András így ír róla: „MESZTISKA. Tót, és orosz falú Sáros Várm. földes Ura G. Aspermont Uraság, lakosai többen ó hitűek, fekszik Bártfához 2 mértföldnyire, határjának egy nyomása őszi vetést nehezen terem, más két nyomása jó, réttye kétszer kaszáltatik, legelője hasznos, fája van mind a’ két féle.”
1828-ban 47 háza volt 378 lakossal, akik mezőgazdasággal, állattartással foglalkoztak. A 19. században homokbányája működött.
Fényes Elek 1851-ben kiadott geográfiai szótárában így ír a faluról: „Meszticzkó, tót-orosz f., Sáros vgyében, a makoviczi uradalomban, Radoma fil. 297 r., 71 g. kath. 8 zsidó lak.”
1920 előtt Sáros vármegye Felsővízközi járásához tartozott.
A falut 1945. január 19-én súlyos harcok árán foglalta el a szovjet hadsereg. A harcokban a falu szinte teljesen leégett, két lakos meghalt és tíz megsebesült. A házakat még ebben az évben újjáépítették és önkéntes tűzoltó egyesület alakult. A termelőszövetkezet 1948-ban jött létre a községben. 1955-ben új iskolát, 1957-ben új kultúrházat építettek. 1962-ben kereskedés és mozi nyílt a faluban. Az 1970-es években kiépült a vízvezeték-hálózat, mely a falu határában levő forrásokból táplálkozik. A katolikus templomot az 1990-es években renoválták.

## Népessége
| Év:            | 1994. | 2004.   | 2014.   | 2024.   |
| -------------- | ----- | ------- | ------- | ------- |
| Emberek száma: | 465   | 465     | 472     | 429     |
| Eltérés:       |       | -1,42 % | +1,50 % | -9,11 % |

| Év:            | 2023. | 2024.   |
| -------------- | ----- | ------- |
| Emberek száma: | 437   | 429     |
| Eltérés:       |       | -1,83 % |

1910-ben 387, túlnyomórészt szlovák lakosa volt.
2001-ben 492 lakosából 482 szlovák volt.
2011-ben 471 lakosából 424 szlovák.

## Nevezetességei
A Kisboldogasszony tiszteletére szentelt római katolikus temploma 1843-ban épült.